# Liga dos Campeões da AFC de 2013
A Liga dos Campeões da AFC de 2013 foi a 32ª edição da liga organizada pela Confederação Asiática de Futebol (AFC). Como campeão o Guangzhou Evergrande disputou a Copa do Mundo de Clubes da FIFA de 2013.

## Mudanças no formato
As seguintes mudanças no formato da competição foram mudadas em comparação com a edição passada.
- Os perdedores da fase de qualificação não disputam mais a AFC Cup.
- As oitavas-de-final foram disputadas em partidas de ida e volta.[2]
- A final foi disputada em partidas de ida e volta.[3]

## Fase de qualificação
O sorteio para a fase de qualificação ocorreu no dia 6 de dezembro de 2012. A vaga na fase de grupos foi disputada em jogo único.

### Ásia Ocidental
| 9 de fevereiro   | Saba Qom      | 1 – 1 (pro) | Al-Shabab Al-Arabi | Estádio Yadegar-e Emam, Qom                    |
| 17:00 (UTC+3:30) | Razaghirad 4' | Relatório   | Dhahi 89'          | Público: 6 552 Árbitro: SIN Malik Abdul Bashir |

|                                      |       | Penalidades                       |  |
| Bakhtiarizadeh Eslami Fallah Rezaian | 3 – 5 | Edgar Ibrahim Ciel Masood Marzooq |  |

| 9 de fevereiro | Al-Nasr                                         | 3 – 2     | Lokomotiv Tashkent           | Estádio Al-Maktoum, Dubai                |
| 20:00 (UTC+4)  | Morimoto 30' · Fardan 78' · Léo Lima 89' (pen.) | Relatório | Karpenko 71' · Kholmatov 76' | Público: 3 825 Árbitro: JAP Masaaki Toma |

### Ásia Oriental
| 13 de fevereiro | Buriram United | 0 – 0 (pro) | Brisbane Roar | New I-Mobile Stadium, Buriram             |
| 18:00 (UTC+7)   |                | Relatório   |               | Público: 14 482 Árbitro: KOR Kim Dong-Jim |

|                          |       | Penalidades          |  |
| Osmar Chappuis Makkharom | 3 – 0 | Broich Berisha Meyer |  |

## Fase de grupos
O sorteio para a fase de grupos ocorreu dia 6 de dezembro de 2012. Os 32 times foram colocados em oito grupos de quatro times. Times do mesmo país não podem ser colocados no mesmo grupo.

### Grupo A
| Time         | Pts | J | V | E | D | GP | GC | SG |
| ------------ | --- | - | - | - | - | -- | -- | -- |
| Al Shabab    | 13  | 6 | 4 | 1 | 1 | 7  | 5  | +2 |
| Al-Jaish     | 11  | 6 | 3 | 2 | 1 | 14 | 9  | +5 |
| Al-Jazira    | 5   | 6 | 1 | 2 | 3 | 7  | 10 | –3 |
| Tractor Sazi | 4   | 6 | 1 | 1 | 4 | 8  | 12 | –4 |

|              | SHA | JAZ | TRA | JAI |
| ------------ | --- | --- | --- | --- |
| Al-Shabab    | −   | 2−1 | 1−0 | 2−0 |
| Al-Jazira    | 1–1 | −   | 2–0 | 1–1 |
| Tractor Sazi | 0–1 | 3−1 | −   | 2−4 |
| Al-Jaish     | 3–0 | 3−1 | 3−3 | −   |

### Grupo B
| Time               | Pts | J | V | E | D | GP | GC | SG |
| ------------------ | --- | - | - | - | - | -- | -- | -- |
| Lekhwiya           | 11  | 6 | 3 | 2 | 1 | 10 | 7  | +3 |
| Al-Shabab Al-Arabi | 9   | 6 | 3 | 0 | 3 | 8  | 9  | –1 |
| Al-Ettifaq         | 7   | 6 | 2 | 1 | 3 | 6  | 5  | +1 |
| Pakhtakor          | 7   | 6 | 2 | 1 | 3 | 6  | 9  | –3 |

|                    | LEK | ETT | PAK | ALS |
| ------------------ | --- | --- | --- | --- |
| Lekhwiya           | −   | 2−0 | 3−1 | 2−1 |
| Al-Ettifaq         | 0–0 | −   | 2–0 | 4–1 |
| Pakhtakor          | 2–2 | 1−0 | −   | 1−2 |
| Al-Shabab Al-Arabi | 3–1 | 1−0 | 0−1 | −   |

### Grupo C
| Time       | Pts | J | V | E | D | GP | GC | SG |
| ---------- | --- | - | - | - | - | -- | -- | -- |
| Al-Ahli    | 14  | 6 | 4 | 2 | 0 | 16 | 8  | +8 |
| Al-Gharafa | 10  | 6 | 3 | 1 | 2 | 13 | 11 | +2 |
| Sepahan    | 9   | 6 | 3 | 0 | 3 | 12 | 13 | –1 |
| Al-Nasr    | 1   | 6 | 0 | 1 | 5 | 7  | 16 | –9 |

|            | SEP | GHA | AHL | ALN |
| ---------- | --- | --- | --- | --- |
| Sepahan    | −   | 3–1 | 2−4 | 3−0 |
| Al-Gharafa | 3–1 | −   | 2–2 | 3–1 |
| Al-Ahli    | 4–1 | 2−0 | −   | 2–2 |
| Al-Nasr    | 1–2 | 2−4 | 1−2 | −   |

### Grupo D
| Time      | Pts | J | V | E | D | GP | GC | SG |
| --------- | --- | - | - | - | - | -- | -- | -- |
| Esteghlal | 13  | 6 | 4 | 1 | 1 | 11 | 5  | +6 |
| Al-Hilal  | 12  | 6 | 4 | 0 | 2 | 10 | 6  | +4 |
| Al Ain    | 6   | 6 | 2 | 0 | 4 | 6  | 9  | –3 |
| Al-Rayyan | 4   | 6 | 1 | 1 | 4 | 7  | 14 | –7 |

|           | AIN | EST | RAY | HIL |
| --------- | --- | --- | --- | --- |
| Al Ain    | −   | 0–1 | 2−1 | 3−1 |
| Esteghlal | 2–0 | −   | 3–0 | 0–1 |
| Al-Rayyan | 2–1 | 3−3 | −   | 0–2 |
| Al-Hilal  | 2–0 | 1−2 | 3−1 | −   |

### Grupo E
| Time           | Pts | J | V | E | D | GP | GC | SG |
| -------------- | --- | - | - | - | - | -- | -- | -- |
| FC Seoul       | 11  | 6 | 3 | 2 | 1 | 11 | 5  | +6 |
| Buriram United | 7   | 6 | 1 | 4 | 1 | 6  | 6  | 0  |
| Jiangsu Sainty | 7   | 6 | 2 | 1 | 3 | 5  | 10 | –5 |
| Vegalta Sendai | 6   | 6 | 1 | 3 | 2 | 5  | 6  | –1 |

|                | SEO | BUR | VEG | JIA |
| -------------- | --- | --- | --- | --- |
| FC Seoul       | −   | 2–2 | 2−1 | 5−1 |
| Buriram United | 0–0 | −   | 1–1 | 2–0 |
| Vegalta Sendai | 1–0 | 1−1 | −   | 1–2 |
| Jiangsu Sainty | 0–2 | 2−0 | 0−0 | −   |

### Grupo F
| Time                   | Pts | J | V | E | D | GP | GC | SG  |
| ---------------------- | --- | - | - | - | - | -- | -- | --- |
| Guangzhou Evergrande   | 11  | 6 | 3 | 2 | 1 | 14 | 5  | +9  |
| Jeonbuk Hyundai Motors | 10  | 6 | 2 | 4 | 0 | 10 | 6  | +4  |
| Urawa Red Diamonds     | 10  | 6 | 3 | 1 | 2 | 11 | 11 | 0   |
| Muangthong United      | 1   | 6 | 0 | 1 | 5 | 4  | 17 | –13 |

|                        | GUA | JEO | MUA | URA |
| ---------------------- | --- | --- | --- | --- |
| Guangzhou Evergrande   | −   | 0−0 | 4−0 | 3−0 |
| Jeonbuk Hyundai Motors | 1–1 | −   | 2–0 | 2–2 |
| Muangthong United      | 1–4 | 2−2 | −   | 0−1 |
| Urawa Red Diamonds     | 3–2 | 1−3 | 4−1 | −   |

### Grupo G
| Time                | Pts | J | V | E | D | GP | GC | SG |
| ------------------- | --- | - | - | - | - | -- | -- | -- |
| Bunyodkor           | 10  | 6 | 2 | 4 | 0 | 6  | 3  | +3 |
| Beijing Guoan       | 9   | 6 | 2 | 3 | 1 | 4  | 2  | +2 |
| Pohang Steelers     | 7   | 6 | 1 | 4 | 1 | 5  | 6  | –1 |
| Sanfrecce Hiroshima | 3   | 6 | 0 | 3 | 3 | 2  | 6  | –4 |

|                     | SAN | BEI | POH | BUN |
| ------------------- | --- | --- | --- | --- |
| Sanfrecce Hiroshima | −   | 0–0 | 0−1 | 0−2 |
| Beijing Guoan       | 2–1 | −   | 2–0 | 0–1 |
| Pohang Steelers     | 1–1 | 0−0 | −   | 1–1 |
| Bunyodkor           | 0–0 | 0−0 | 2−2 | −   |

### Grupo H
| Time                    | Pts | J | V | E | D | GP | GC | SG  |
| ----------------------- | --- | - | - | - | - | -- | -- | --- |
| Kashiwa Reysol          | 14  | 6 | 4 | 2 | 0 | 14 | 4  | +10 |
| Central Coast Mariners  | 7   | 6 | 2 | 1 | 3 | 5  | 9  | –4  |
| Guizhou Renhe           | 6   | 6 | 1 | 3 | 2 | 6  | 7  | –1  |
| Suwon Samsung Bluewings | 4   | 6 | 0 | 4 | 2 | 4  | 9  | –5  |

|                         | CEN | KAS | GUI | SUW |
| ----------------------- | --- | --- | --- | --- |
| Central Coast Mariners  | −   | 0–3 | 2−1 | 0−0 |
| Kashiwa Reysol          | 3–1 | −   | 1–1 | 0–0 |
| Guizhou Renhe           | 2–1 | 0−1 | −   | 2–2 |
| Suwon Samsung Bluewings | 0–1 | 2−6 | 0−0 | −   |

## Fase final
As disputas foram em partidas de ida e volta.

### Times classificados
| Grupo | Vencedores           | Segundo lugares        |
| ----- | -------------------- | ---------------------- |
| A     | Al Shabab            | Al-Jaish               |
| B     | Lekhwiya             | Al-Shabab Al-Arabi     |
| C     | Al-Ahli              | Al-Gharafa             |
| D     | Esteghlal            | Al-Hilal               |
| E     | FC Seoul             | Buriram United         |
| F     | Guangzhou Evergrande | Jeonbuk Hyundai Motors |
| G     | Bunyodkor            | Beijing Guoan          |
| H     | Kashiwa Reysol       | Central Coast Mariners |

### Oitavas-de-final
| Equipe 1               | Total | Equipe 2             | 1.º jogo | 2.º jogo |
| ---------------------- | ----- | -------------------- | -------- | -------- |
| Al-Gharafa             | 1–5   | Al Shabab            | 1–2      | 0–3      |
| Al-Jaish               | 1–3   | Al-Ahli              | 1–1      | 0–2      |
| Al-Hilal               | 2–3   | Lekhwiya             | 0–1      | 2–2      |
| Al-Shabab Al-Arabi     | 2–4   | Esteghlal            | 2–4      | 0–0      |
| Beijing Guoan          | 1–3   | FC Seoul             | 0–0      | 1–3      |
| Buriram United         | 2–1   | Bunyodkor            | 2–1      | 0–0      |
| Central Coast Mariners | 1–5   | Guangzhou Evergrande | 1–2      | 0–3      |
| Jeonbuk Hyundai Motors | 2–5   | Kashiwa Reysol       | 0–2      | 2–3      |

### Quartas-de-final
O sorteio para decidir as partidas das quartas-de-final, semifinais e finais e mando de campo em cada fase foi realizado em 20 de junho de 2013. Para as quartas-de-final haverá a "proteção por país", ou seja, se houver duas equipes do mesmo país eles não poderão se enfrentar nas quartas, independentemente do sorteio (caso de Al Shabab e Al-Ahli, ambos da Arábia Saudita). Por outro lado, se houvesse mais de duas equipes do mesmo país, o que não é o caso, dois deles deveriam se enfrentar obrigatoriamente nas quartas.
| Equipe 1             | Total      | Equipe 2       | 1.º jogo | 2.º jogo |
| -------------------- | ---------- | -------------- | -------- | -------- |
| Al-Ahli              | 1–2        | FC Seoul       | 1–1      | 0–1      |
| Esteghlal            | 3–1        | Buriram United | 1–0      | 2–1      |
| Kashiwa Reysol       | 3–3 (g.f.) | Al Shabab      | 1–1      | 2–2      |
| Guangzhou Evergrande | 6–1        | Lekhwiya       | 2–0      | 4–1      |

### Semifinais
| Equipe 1       | Total | Equipe 2             | 1.º jogo | 2.º jogo |
| -------------- | ----- | -------------------- | -------- | -------- |
| FC Seoul       | 4–2   | Esteghlal            | 2–0      | 2–2      |
| Kashiwa Reysol | 1–8   | Guangzhou Evergrande | 1–4      | 0–4      |

### Final
| Equipe 1 | Total      | Equipe 2             | 1.º jogo | 2.º jogo |
| -------- | ---------- | -------------------- | -------- | -------- |
| FC Seoul | 3–3 (g.f.) | Guangzhou Evergrande | 2–2      | 1–1      |

## Premiação
| Liga dos Campeões da AFC de 2013         |
| China                                    |
| ---------------------------------------- |
| Guangzhou Evergrande Campeão (1º título) |